# فوسفات الكوبالت الثنائي
فوسفات الكوبالت الثنائي هو مركب كيميائي صيغته Co3(PO4)2، ويوجد على هيئة صلب بنفسجي.

## التحضير
يحضر هذا المركب من تفاعل أملاح الكوبالت الثنائي وأملاح الفوسفات. لدى التسخين يتحول الشكل المائي رباعي الهيدرات إلى الشكل اللامائي.

## الخواص
يوجد المركب في الشروط القياسية على هيئة صلب بنفسجي، ويوجد منه شكل مائي رباعي الهيدرات. لا ينحل هذا المركب في الماء. حسب دراسة البلورات بالأشعة السينية فإن الشكل اللامائي Co3(PO4)2 يتألف من أنيونات الفوسفات التي تربط مراكز أيونات الكوبالت، وبنسبة 1:2.